# 精巣固定術
精巣固定術（英: Orchiopexy, Orchidopexy）は、精巣を陰嚢内に移動し永久的に固定する手術である。精巣固定術は通常停留精巣を外科的に矯正する手術を指すが、非壊死性の精巣捻転の解消にも用いられる。

## 医学的適応

### 停留精巣
停留精巣は男児の1%に見られ、1割は両側性である。原因は不明であるが、一部は発達異常または染色体異常によると思われる。
停留精巣の早期固定により、癌化および男性不妊症を予防できる。
1歳以降に精巣が降下する可能性があるので、停留精巣の診断は生後1年以上が経過してから実施される。精巣腫瘍、精巣萎縮、不妊のリスクを減少させるには、18歳までに施術すべきである。
停留精巣は精細管萎縮と不妊を伴う。更に停留精巣は精巣腫瘍（萎縮した精細管内の生殖細胞新生物）のリスクが3～5倍高い。また正常に下降している対側の精巣でも癌および萎縮を発症するリスクが高い。
停留精巣の位置は人によって大きく異なるため、停留精巣の矯正には複数の異なる精巣固定術が用いられる。これらの手術の成功率は全体的に高い。

### 精巣捻転
精巣固定術は、精巣捻転症の場合にも行われる。精巣捻転症は、激しい痛みを伴う泌尿器科的緊急事態であるが、多くの場合で外傷はない。
新生児の精巣捻転は、その発生を説明する解剖学的欠陥がない（子宮内または出生直後に発生する）状態でも生じるが、成人の精巣捻転は、陰嚢内の精巣固定の両側性先天異常である「釣鐘状固定 (bell-clapper deformity 精巣が精索を軸に回転し易い)」により発生する。
精索が捻れると精巣静脈の還流が閉塞される。激しい血管鬱血と梗塞は精巣の損傷や不妊に繋がる可能性がある。約6時間以内に精索の捻れを手で解くことができれば、精巣が生存できる可能性は高い。捻転の約1⁄3で精巣壊死に至り、精巣摘除術が必要となる。
精巣捻転の再発予防には精巣固定術が適応となり、片方の精巣のみが捻転している場合でも、通常は両側精巣固定術が行われる。この手術は再発予防に高い成功率を示す。

## 手技

### 停留精巣の固定
停留精巣の8割以上は触知可能な部位に停留しており、標準的な鼠径部からのアプローチが適切である。
非触知精巣の約50%は鼠径管または腹腔内に存在し、残りの50%は萎縮しており、通常は陰嚢内に位置している。非触知精巣の位置を特定するために、診断的腹腔鏡検査が推奨されることが多い。
- 陰嚢前精巣固定術（英: Prescrotal orchiopexy）は、低位鼠径停留精巣の固定にしばしば用いられる。他の方法に比べて手術時間が短く患者の負担も少なく、合併症のリスクも低い[4]。加えてヘルニアや水瘤の修復も同時に実施できる。他の手技同様に成功率が高い[5]。
- 標準開腹鼠径精巣固定術（英: Standard open inguinal orchiopexy）は、触知可能な精巣の固定術として最も適切である[4]。本法では精索および精巣血管が容易に可視化され、鞘状突起（英語版）を容易に修復できる。陰嚢前固定術が1回の切開で終了するのに比べて、本法では陰嚢内に確実に固定するために再度の切開を必要とする[5]。
- 腹腔鏡下精巣固定術（英: Laparoscopic orchiopexy）は、腹腔内精巣の固定に最適な手技である。鼠径輪より遠位の可動性精巣[注 1]や鼠径管遊走精巣[注 2]には、標準的な一期的腹腔鏡下または開腹精巣固定術が必要とされる[4]。 腹腔鏡下精巣固定術の主な利点として、高位後腹膜切開が可能になる点および/または精巣を下腹壁血管の内側のより短い経路で陰嚢内のより適切な位置に固定（"Prentiss maneuver"）できる点が挙げられる。両手技の利点について議論された際には、成功率については優劣がつかなかった[3]。触知精巣については、標準的な開腹鼠径部アプローチと腹腔鏡アプローチとの間に安全性や成功率に有意差はなく、後者の方がより高価であり、合併症（広範な後腹膜高位剥離に合併する陰嚢血腫や創傷感染、プレンティス操作に伴い発生する上腹部血管からの出血や創感染）の発生率が高いことが、複数の研究解析によって示されている[3]。
- フォウラー・スティーブンス法（英: Fowler-Stephens orchiopexy）は高位腹腔内精巣（しばしば血管茎長が短い）または不動性精巣に対する二期的手術法である[4][注 3]。この方法は精巣の血流維持に側副血行路を利用するもので、精巣を更に下降させ、緊張することなく陰嚢に到達させることができる。第1段階では血管の結紮（精巣動脈（英語版）、下腹壁動脈、精巣挙筋動脈（英語版）、精管動脈）を行い、側副血行路の発達を待つために6ヶ月の期間を設ける。第2段階ではしばしば腹腔鏡下で、精巣の移動とダルトス囊[注 4]内への固定が行われる。フォウラー・スティーブンスの二期的手術は、現在多くの施設で腹腔内精巣治療のルーチンとして行われている[7]。

- 微小血管自家移植（英: Microvascular autotransplantation）は、腹腔内精巣、特に両側停留精巣の患者に対するもう一つの選択肢である。この手技では精巣を移動させた後、微小血管吻合術を用いて精巣への血液供給を最大化する（フォウラー・スティーブンス法では血液供給のばらつきが大きくなるので、これを回避するため）。この手技には微小血管手術の熟練した技術と特殊な器具が必要であり、手術時間もかなり長くなる[8]。

### 精巣捻転の固定
外科的固定には点固定縫着術（英: sutured point-fixation）とジャブレー白膜縫縮術（英: Jaboulay tunica plication）という2つの異なる手技が用いられる。複数の研究により、急性捻転症において共に有効な固定法であることが示されているものの、どちらか一方が優れているというエビデンスは限られる。
縫合固定術は吸収性縫合糸または非吸収性縫合糸を用い、3点固定が推奨される。縫合固定（および必要な精巣白膜の裂開）から生じる梗塞や膿瘍形成などの合併症の可能性が懸念されるが、これはデータにより裏付けられていない。
ジャブレー法は、実質組織の縫合を避け、代わりに外転、緩い縫縮、癒着形成を利用する非縫合固定方法として後に開発された。この技術は、安全性が不充分である可能性があるとして批判されている。
全体として精巣捻転に対する精巣固定術には大きなばらつきがあり、緊急再来、術後合併症、再手術において、縫合固定術とジャブレー固定法の有効性には有意な差はない。

## 歴史
停留精巣の外科的治療は1800年代初頭に初めて試みられた。それ以前は、鼠径部停留精巣の治療は、ヘルニア帯や去勢手術で管理されていた。
精巣固定術の理論は、精巣下降の解剖学とメカニズムを解明し始めた1700年代のアルブレヒト・フォン・ハラー男爵とジョン・ハンターの観察に始まる。
停留精巣の外科的矯正を試みた最初の記録は1871年にロンドンの病院でジェームズ・アダムスが行ったものであるが、何人かのドイツ人医師（1820年にJ.F.ローゼンメルケル、1837年にM.J.フォン・チェリウス）による試みも報告されている。患者は手術の感染性合併症により死亡した。
トーマス・アナンデールは1887年、3歳の男児に世界初の精巣固定術を成功させた。彼はこの患者の治療についてBritish Medical Journal 誌で論じ、精巣を陰嚢の底に固定するというアイデアはジェームズ・アダムスと共に研究していたトーマス・カーリングの功績だとしている。特筆すべきは、アナンデールがジョゼフ・リスターと親交が深く、他の医師の試みには見られなかった消毒技術を駆使していたことである。術後の経過は「あらゆる点で満足のいくものであった」と報告されている。
マックス・シューラー、アーサー・ディーン・ビーヴァン、ジョン・K・ラティマーらは、1800年代後半から1900年代初頭に掛けて現在の精巣固定術の技術に更なる貢献を果たし、標準的な精巣固定術の手順は1960年代までに確立された。この時点では、ほとんどの停留精巣に適用される標準的な精巣固定術の成功率は89%から92%と高いものであった。その後、標準的な精巣固定術では十分に治療できなかった高位停留精巣の治療に注目が集まった。
1979年、ジョーンズとバグリーは高位鼠径部停留精巣または腹腔内停留精巣に対する鼠径部高位切開を提案した。ファウラーとスティーブンスは高位停留精巣への血流を側副血行路によって維持する方法を考案し、その手技は二段階手術へと改良された。その後一期的腹腔鏡下精巣固定術が、まず非触知精巣の位置を明らかにするために、次に治療的治療として報告された。